# Kolinovics Gábor
Kolinovics Gábor (Senkőc, 1698. március 24. – Modor, 1770. december 22.) királyi táblai hites jegyző, történetíró.

## Élete
1715–1716-ban a piarista rend tagja volt. 1717-ben Bajmócon, majd ugyanebben az évben Vöröskőn lett úriszéki ügyvéd, illetve Pozsony vármegye jegyzője mellett is dolgozott. Apja birtokát örökölve Senkőcre költözött és 1723-ban feleségül vette Miletics Juditot.
1730-tól Pozsony vármegyei esküdt, majd számvevő és királyi táblai hites jegyző. Pártfogójánál, Esterházy József grófnál titkári hivatalt is viselt. Végül Senkőcön kizárólag csak történelmi tanulmányokkal foglalkozott. Modorban, a bencések templomában temették el. 
Több történeti, főleg kortörténeti tárgyú latin munkát írt, ezek azonban kéziratban maradtak, csak halála után adott ki közülük néhányat barátja, Kovachich Márton György. A budapesti Egyetemi Könyvtárban őrzött kéziratai között van önéletrajza, a hétéves háborúról írt munkája, valamint egyebek mellett az 1701–1720 közti Magyarországon történtekről, a Rákóczi-szabadságharcról írt munkája, mely utóbbi a népi kuruc szemlélet sok vonását mentette meg az utókor számára.

## Művei
- 1789 Chronicon militaris ordinis equitum templariorum... (Kiadta Kovachich Márton György az életrajzával), Pestini
- 1790 Nova Ungariae periodus, 1741, Buda